# تشارلز دبليو. ديفيس
تشارلز دبليو. ديفيس (بالإنجليزية: Charles W. Davis)‏ هو سياسي أمريكي، ولد في 5 يناير 1827. حزبياً، نشط في الحزب الجمهوري. وقد انتخب عضو مجلس ولاية ويسكونسن.